# Dungannon (Virginia)
Dungannon è un comune degli Stati Uniti d'America, situato nello Stato della Virginia, nella contea di Scott.